# Чорногузько Іван Якович
Не плутати з іншими отаманами, що носили псевдо Чорний Ворон
Іва́н Я́кович Чорногу́зько (псевдонім Чорний Ворон), (село Піщаний Брід, Первомайський повіт, Одеська губернія, (тепер Добровеличківського району Кіровоградської області); дати народження і смерті невідомі) — військовий діяч часів УНР, георгіївський кавалер, вільний козак, повстанський отаман.

## Біографічні відомості
Іван Якович Чорногузько — отаман Чорний Ворон — народився в селі Піщаний Брід, Первомайського повіту, Одеської губернії, тепер Добровеличківського р-ну Кіровоградської області.
Батько Яків Чорногузько — хлібороб.
В 1914 році — мобілізований. За відвагу під час Першої Світової війни нагороджений трьома Георгіївськими хрестами.
В 1917 році — повернувся до рідного села. В цей час українське населення створювало загони самооборони для захисту від більшовиків та демобілізованих солдат, що сунули з фронту до Росії.
Своє військо селяни назвали — Вільним козацтвом.
Долучився до створення таких загонів і георгіївський кавалер Іван Чорногузько.
Оскільки він мав серед односельчан неабиякий авторитет, то саме його було обрано на отамана. Козацьке ім'я дали з огляду на його зовнішність і хижу вдачу — Чорний Ворон.
Загін Чорного Ворона (Чорногузька) діяв на Херсонщині, Єлизаветградщині, в районі Чорного Лісу. В повстанському загоні активно діяв і його старший брат — Харитон Якович Чорногузько.
Досить успішно протидіяв більшовицьким підрозділам Будьонного та загонам Нестора Махна.
Організовував операції проти чекістів та комунарів.
У кінці 1920 — на початку 1921 років ЧК розробляє та починає реалізовувати ряд спецоперацій щодо підриву українського визвольного руху та ліквідації його лідерів.
Під тиском більшовицьких загонів, був змушений залишити рідне село та йде у бік Знам'янки. Потім — до Чорного лісу.
Від чекістського терору загинув старший брат отамана — Харитон, що залишився у Піщаному. Односельці поховали повстанця з козацькими почестями на березі Чорного Ташлика.
Отаман Чорний Ворон на малу Батьківщину вже не повертався. Воював з більшовиками в районі Чорного Лісу, на Херсонщині, в районі Одеси.
Подальша доля невідома.